# Witkowice (Ropczyce)
Witkowice – część miasta Ropczyce, do 1986 samodzielna wieś. Leży na północny wschód od centrum miasta, w okolicy ul. Sucharskiego.

## Historia
Dawniej wieś i gmina jednostkowa w powiecie ropczyckim, za II RP w woј. krakowskim. W 1934 w nowo utworzonej zbiorowej gminie Ropczyce, gdzie utworzyły gromadę. Od 1 kwietnia 1937 w powiecie dębickim
Podczas II wojny światowej w gminie Ropczyce w Landkreis Dębica w dystrykcie krakowskim (Generalne Gubernatorstwo). Liczyły wtedy 842 mieszkańców.
Po wojnie znów w gminie Ropczyce w powiecie dębickim, w nowo utworzonym województwie rzeszowskim.
Jesienią 1954 zniesiono gminy tworząc gromady. Witkowice weszły w skład nowo utworzonej gromady Witkowice, od 1 stycznia 1956 w reaktywowanym powiecie ropczyckim. Po zniesieniu gromady Witkowice 1 stycznia 1969 włączone do nowo utworzonej gromadę Ropczyce, gdzie przetrwały do końca 1972 roku, czyli do kolejnej reformy gminnej.
1 stycznia 1973 ponownie w gminie Ropczyce, od 1 czerwca 1975 w małym woj. rzeszowskim.
1 lipca 1986 część Witkowic (513,82 ha) włączono do Ropczyc. Pozostały obszar Witkowic do Ropczyc włączono 1 stycznia 1998.

## Zabytki
W dzielnicy Witkowice znajduje się kościół parafialny pw. Michała Archanioła, który został poświęcony przez biskupa krakowskiego w 1761 roku.